# Андлен
Андле́н (фр. Andelain) — коммуна во Франции, находится в регионе Пикардия. Департамент коммуны — Эна. Входит в состав кантона Тернье. Округ коммуны — Лан.
Код INSEE коммуны — 02016.

## Население
Население коммуны на 2010 год составляло 186 человек.
| 1962 | 1968 | 1975 | 1982 | 1990 | 1999 | 2010 |
| ---- | ---- | ---- | ---- | ---- | ---- | ---- |
| 167  | 168  | 157  | 160  | 163  | 159  | 186  |

## Экономика
В 2010 году среди 125 человек трудоспособного возраста (15—64 лет) 94 были экономически активными, 31 — неактивными (показатель активности — 75,2 %, в 1999 году было 64,4 %). Из 94 активных жителей работали 84 человека (41 мужчина и 43 женщины), безработных было 10 (6 мужчин и 4 женщины). Среди 31 неактивных 6 человек были учениками или студентами, 13 — пенсионерами, 12 были неактивными по другим причинам.